# Active Scripting
Active Scripting (ActiveX Scripting) — технология, используемая в Windows для реализации компонентных систем, использующих встраиваемые языки сценариев. Базируется на COM (Component Object Model), точнее, на Microsoft OLE Automation, и позволяет расширять лингвистические возможности установкой дополнительных COM-модулей — пользователи приложений, использующих Active Scripting, получают возможность писать макросы и сценарии на любом из языков программирования, для которого в системе установлен движок.

## Использование и история
Технология появилась вместе с выходом Microsoft Internet Explorer 3.0 (в августе 1996 года) и продуктов Internet Information Services 3.0 (в декабре 1996 года).
Обычно приложения Active Scripting, включая серверные сценарии Active Server Pages (ASP), сценарии Internet Explorer и Windows Script Host (WSH) используются для автоматизации повседневных задач, к примеру — для сценариев входа в систему (login scripts), операций с системным реестром и тому подобным.
Каждое приложение, поддерживающее Active Scripting, предоставляет коду сценария независимую от языка программирования объектную модель.
Типичные движки для Active Scripting:
- JScript (предустановлен)
- VBScript (предустановлен)
- ActivePerl
- ActivePython
- ActiveTcl
- HaskellScript
- PerlScript

Active Scripting стал менее популярным из-за появления PowerShell и .NET, но некоторое время продолжал использоваться в ситуациях, где PowerShell и .NET не был доступен (Windows Server 2008). Новые версии JScript и других инструментов Active Scripting производителем не планируются.